# Джуро Джакович (баскетбольный клуб)
«Джуро Джакович» (хорв. KK Đuro Đaković) — хорватский баскетбольный клуб из города Славонски-Брод, созданный в 1946 году. Долгое время выступал под именами «Брод» и «Светлость Брод». С 2012 года носит имя «Джуро Джакович» по имени спонсора. Выступает в сильнейшей баскетбольной лиге Хорватии A1. Высший результат — 5 место в сезоне 1998/1999 годов. В сезоне 2014/2015 годов снялся с турнира из-за финансовых проблем, будущее клуба остается неопределённым.

## Результаты
Результаты в лиге A1:
- 2013—2014. 10-е место на первом этапе, в группе за 9-13 место занял последнее 10 место.
- 2012—2013. 6-е место на первом этапе, в группе за 9-14 место занял высшее, 9 место.
- 2011—2012. 5-е место на первом этапе, отобрался в раунд чемпионов. В Раунде чемпионов 6-е место из 8 участников.
- 2010—2011. 8-е место на первом этапе, в группе за 9-14 место стал вторым (10 место).
- 2009—2010. 2-е место на первом этапе, отобрался в раунд чемпионов. В Раунде чемпионов 6-е место из 8 участников.
- 2008—2009. 4-е место на первом этапе, отобрался в раунд чемпионов, где занял 7 место из 8 участников.
- 2007—2008. 4-е место на первом этапе, отобрался в раунд чемпионов, где занял 7 место из 8 участников.